# René Nyman
René Israel Nyman (ur. 21 listopada 1916 w Helsinkach, zm. 19 maja 1997 tamże) – fiński żeglarz, czterokrotny olimpijczyk.
W regatach rozegranych podczas Letnich Igrzysk Olimpijskich 1936 wystąpił w klasie O-Jolle zajmując 10 pozycję. Podczas kolejnych dwóch igrzysk – w 1948 i 1952 – pływał wraz z Christianem Ilmoni na jachcie Lucky Star. Zawody w klasie Star ukończyli odpowiednio na miejscach 12. i 19. Po raz czwarty na igrzyskach olimpijskich wystąpił w Rzymie. W załodze jachtu Rififi, który uplasował się na siedemnastym miejscu w klasie Dragon, znajdowali się także Lasse Dahlman i Heinrich Schaarschmidt.